# Chronologie des faits économiques et sociaux dans les années 1350
Chronologie de l'économie
Années 1340 - Années 1350 - Années 1360

## Événements
- Vers 1350 : le médecin juif d’Estella Abraham Ezquerra obtient du roi de Navarre un dégrèvement d’impôt pour services rendus à toute la cité[1].
- 1350-1360 : apogée des exportations de laine brute en Angleterre (30 000 sacs par an). Elles tombent entre 2000 de 11 000 sacs un siècle plus tard[2]. Parallèlement l’industrie textile est en plein essor. Le nombre de pièces de draps exportés par an passe de 4 000 en 1347-1348 à 16 000 dans les années 1360 à 54 000 à la fin du XVe siècle[3].
- 1353 : fin de la frappe de l’hyperpère dans l’Empire byzantin ; Jean V Paléologue est le dernier empereur byzantin à émettre une monnaie d’or, de meilleur titre mais de poids réduit, à l’effigie de Saint Jean-Baptiste, à l’imitation du florin. À partir de 1367, Jean V frappe une lourde pièce d’argent, le stavraton, de la valeur d’un demi-hyperpère[4].

- 1358 :
  - première mention officielle de la ligue Hanséatique, ligue de marchands qui rassemble les cités marchandes d’Allemagne du Nord sous la domination de Lübeck et de Hambourg[5].
  - Grande Jacquerie en Île-de-France[6].